# Leopold Lažanský
Leopold Lažanský, celým jménem Leopold Prokop Lažanský z Bukové (17. února 1854 Brno – 16. srpna 1891 Mariánské Lázně), byl rakouský šlechtic z rodu Lažanských z Bukové a politik z Čech, v 2. polovině 19. století poslanec Říšské rady.

## Biografie
Pocházel ze starobylého šlechtického rodu Lažanských z Bukové. Jeho otcem byl Leopold Lažanský z Bukové (1808–1860), haličský gubernátor a moravský místodržitel. Leopold Lažanský se narodil roku 1854 v Mariánských Lázních. V mládí byl činný i jako divadelní herec. Vystupoval na divadelních scénách pod jménem Neuhof. Později si na zámku Chyše zřídil vlastní divadlo. Neoženil se.
Působil i jako poslanec Říšské rady (celostátního parlamentu Předlitavska), kam usedl místo Emanuela Tonnera v doplňovacích volbách roku 1887 za kurii městskou v Čechách, obvod Písek, Domažlice atd. Slib složil 11. října 1887. Ve volebním období 1885–1891 se uvádí jako hrabě Leopold Lažanský, velkostatkář, bytem Chyše.
Profiloval se jako stoupenec českého státního práva, ale na Říšské radě se nepřipojil k Českému klubu, který od konce 70. let sdružoval staročechy, mladočechy, českou konzervativní šlechtu a moravské národní poslance. Místo toho hned po nástupu do parlamentu vstoupil do nového samostatného mladočeského klubu, který tvořilo šest poslanců (kromě Lažanského ještě Gabriel Blažek, Emanuel Engel, Eduard Grégr, Václav Robert z Kounic a Jan Vašatý).
Zemřel náhle v srpnu 1891 na ochrnutí srdce. Tělo bylo převezeno k uložení do Chyše.